# 뷰티풀 라이프 (2009년 드라마)
뷰티풀 라이프(The Beautiful Life: TBL)는 The CW에서 2009년 9월 16일부터 12월 18일까지 방영한 드라마이다.

## 출연
- 미샤 바턴 - 소냐 스톤 역
- 세라 팩스턴 - 라이나 마리넬리 역
- 벤 홀링스워스 - 크리스 앤드루스 역
- 코빈 블루 - 아이작 테일러 역
- 니코 토터렐라 - 콜 셰퍼드 역
- 애슐리 매더퀴 - 머리사 델피나 역
- 엘 맥퍼슨 - 클로디아 포스터 역